# Lake Kulik
Der Lake Kulik ist ein 46 km² großer See im Südwesten von Alaska.
Der 37 m hoch gelegene See liegt in den östlichen Ausläufern der Wood River Mountains innerhalb des Wood-Tikchik State Parks. Seine Längsausdehnung in West-Ost-Richtung beträgt 27 km. Der Lake Kulik wird vom nordöstlich gelegenen Grant Lake über Grant River gespeist. Der Wind River entwässert den See zum südlich gelegenen Mikchalk Lake, der wiederum über den Peace River zum Lake Beverley abfließt. 